# وادي النيص
وادي النيص إحدى قرى بيت لحم وتبعد عنها 7 كم، يحدها من الشرق جورة الشمعة ومن الشمال وادي رحال ومن الغرب مستوطنة افرات ومن الجنوب أم سلمونة وترتفع 903 متر عن سطح البحر، وقد تاسس المجلس القروري عام 1996، وتبلغ مساحة القرية 10437 دونم 

## نبذة تاريخية
سميت القرية بوادي النيص، لكثرة وجود حيوان النيص في الوادي الذي اقيمت عليه القرية، ويعود تاريخ قرية
وادي النيص إلى عام 1901 م، آما يعود أصل سكان قرية وادي النيص إلى سكان مدينة بيت لحم وخاصة سكان

## الأماكن الدينية والأثرية
يوجد في قرية وادي النيص مسجد واحد فقط، هو مسجد «أبو بكر الصديق». أما بالنسبة للأماكن الأثرية في
القرية، فهنالك عدة مواقع في القرية، منها: دير علا، وادي البيارات، وخربة مريع، وهي غير مستغلة سياحيا.

## السكان
بين التعداد العام للسكان والمساكن الذي نفذه الجهاز المركزي للإحصاء الفلسطيني في عام 2007، أن عدد سكان
قرية وادي النيص بلغ 772 نسمة، منهم 394 نسمة من الذكور، و378 نسمة من الإناث، ويبلغ عدد الأسر 119
أسرة، وعدد الوحدات السكنية 132 وحدة.

## الفئات العمرية والجنس
أظهرت بيانات التعداد العام للسكان والمساكن، أن توزيع الفئات العمرية في قرية وادي النيص لعام 2007، كان
آما يلي: 42 %ضمن الفئة العمرية أقل من 15 عاما، 53 % ضمن الفئة العمرية 15 -64 عاما، و5% ضمن
الفئة العمرية 65 عاما فما فوق. آما أظهرت البيانات أن نسبة الذكور للإناث في القرية، هي 104 : 100، أي أن
نسبة الذآور 51% ونسبة الإناث 49. يتألف سكان قرية وادي النيص من عائلة واحدة رئيسة، وهي عائلة أبو حماد. 

## أثر إجراءات الاحتلال الإسرائيلي
تقع إلى الغرب من القرية مستوطنتا افراتا ومجدال عوز وجدار الفصل العنصري الذي بدأت إسرائيل ببنائه في
الضفة الغربية في شهر حزيران من العام 2002 .
في 13 أيلول عام 1993، وقعت منظمة التحرير الفلسطينية وإسرائيل اتفاقية إعلان المبادئ، والتي نصت على
فترة انتقالية مدتها 5 سنوات، وفي الرابع من أيار عام 1994، وقعت اتفاقية أوسلو الأولى (غزة وأريحا)، حيث
تم نقل مناطق من الضفة الغربية وقطاع غزة إلى السيادة الوطنية الفلسطينية، وفي 28 أيلول 1995، وقعت
اتفاقية أوسلو الثانية وتم نقل مناطق جديدة من الضفة الغربية وقطاع غزة إلى السيادة الوطنية الفلسطينية.
وبالرجوع إلى اتفاقية اوسلو المؤقتة تم تصنيف ما مساحته 102 دونماً (1% من المساحة الكلية للقرية) من قرية
وادي النيص كمنطقة (ب)، بينما تم تصنيف الجزء المتبقي من القرية 10335 دونما (99% من المساحة الكلية
للقرية) كمنطقة (ج). وتقع معظم الأراضي الزراعية والمناطق المفتوحة في منطقة (ج) ذات السيطرة
الإسرائيلية. 

## النشاطات الاستيطانية الإسرائيلية في قرية وادي النيص
بعد الاحتلال الإسرائيلي للضفة الغربية وقطاع غزة في العام 1967، قامت السلطات الإسرائيلية بمصادرة
مساحات واسعة من الأراضي الفلسطينية من أجل بناء المستوطنات الإسرائيلية، الشوارع الالتفافية والقواعد
العسكرية. وتعتبر قرية وادي النيص واحدة من العديد من القرى والمدن الفلسطينية في الضفة الغربية التي
تعرضت للانتهاآات الإسرائيلية عبر سنوات الاحتلال الإسرائيلي المستمر، حيث تم مصادرة 2808 دونما من
أراضي القرية لصالح بناء أربع مستوطنات إسرائيلية، تقع جميعها في تجمع مستوطنات غوش عتصيون.